# Landwehr (Treis-Karden)

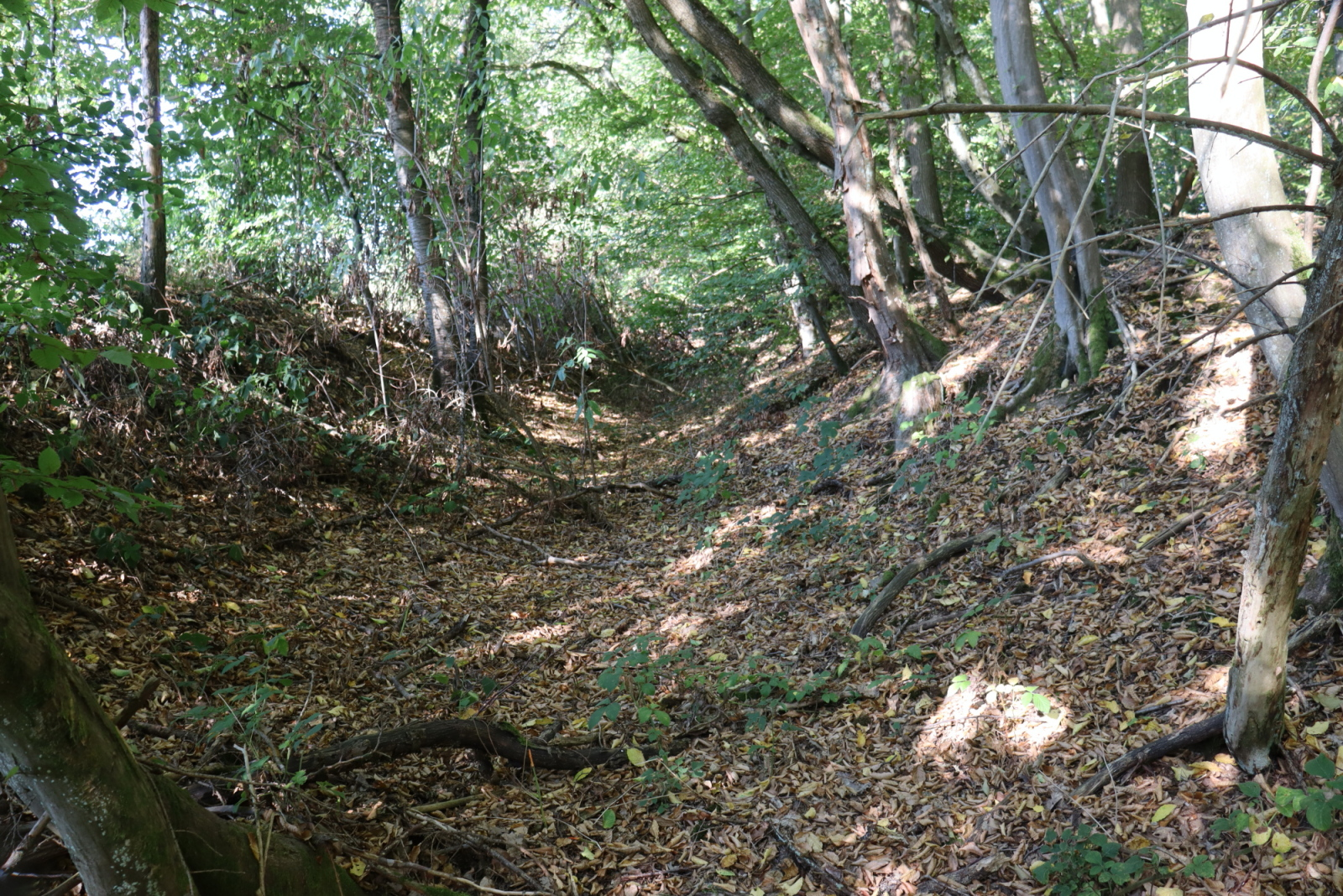
Landwehr Treis-Karden am Gotteshäuserhof

Die Landwehr Treis-Karden ist eine frühere Landwehr bei Treis-Karden. Sie wird am Gotteshäuserhof von der in Richtung Treis-Karden verlaufenden Landesstraße L108 gekreuzt. Sie bildete früher einen noch heute gut im Dickicht erkennbaren Hindernisgraben. Auf der westlichen Straßenseite führt er noch bis zum Hofgelände des ersten Wohngebäudes, in östlicher Richtung führt er neben der L108 abschüssig in ein Seitental Richtung Lütz am Lützbach.

## Geschichte
Schriftliche Quellen zur Entstehung der Landwehr fehlen. Unter Ausnutzung der besonderen örtlichen Gegebenheiten der vorhandenen Bachtäler an beiden Ausläufen des Wallgrabens konnte die Landwehr dazu dienen, den Zugang von den Höhen des Hunsrücks nach Treis-Karden ins Moseltal über die Fernverkehrsverbindung der heutigen L108 zu kontrollieren. In ihrer Ausführung reiht sich die Landwehr ein in die Wallgrabensysteme der Landwehren in Boppard, Bruttig-Fankel, Zeltingen-Rachtig und Ellenz-Poltersdorf.
In einer LIDAR-Scan Aufnahme der Region ist das Grabensystem gut zu erkennen.
Die erste urkundliche Erwähnung von Treis geht zurück ins Jahr 1056. Diverse Funde sprechen dafür, dass in der Spätantike (4. bis 5. Jahrhundert n. Chr.) auf dem  Zillesberg eine römische Befestigungsanlage gestanden hat. Eisenzeitliche Hügelgrabfelder aus den Jahren 650 bis 250 v. Chr. wurden um den Treiser Schock entdeckt und weitere zusammen mit einer eisenzeitlich-keltischen Befestigungsanlage zwischen Dünnbachtal und Flaumbachtal. Zwei mittelalterliche Burgen, die Wildburg und Burg Treis und die St. Castor Stiftskirche in Treis unterstreichen die Bedeutung der Doppelgemeinde Treis-Karden am Schnittpunkt wichtiger alter Handelswege zwischen Hunsrück und Eifel.

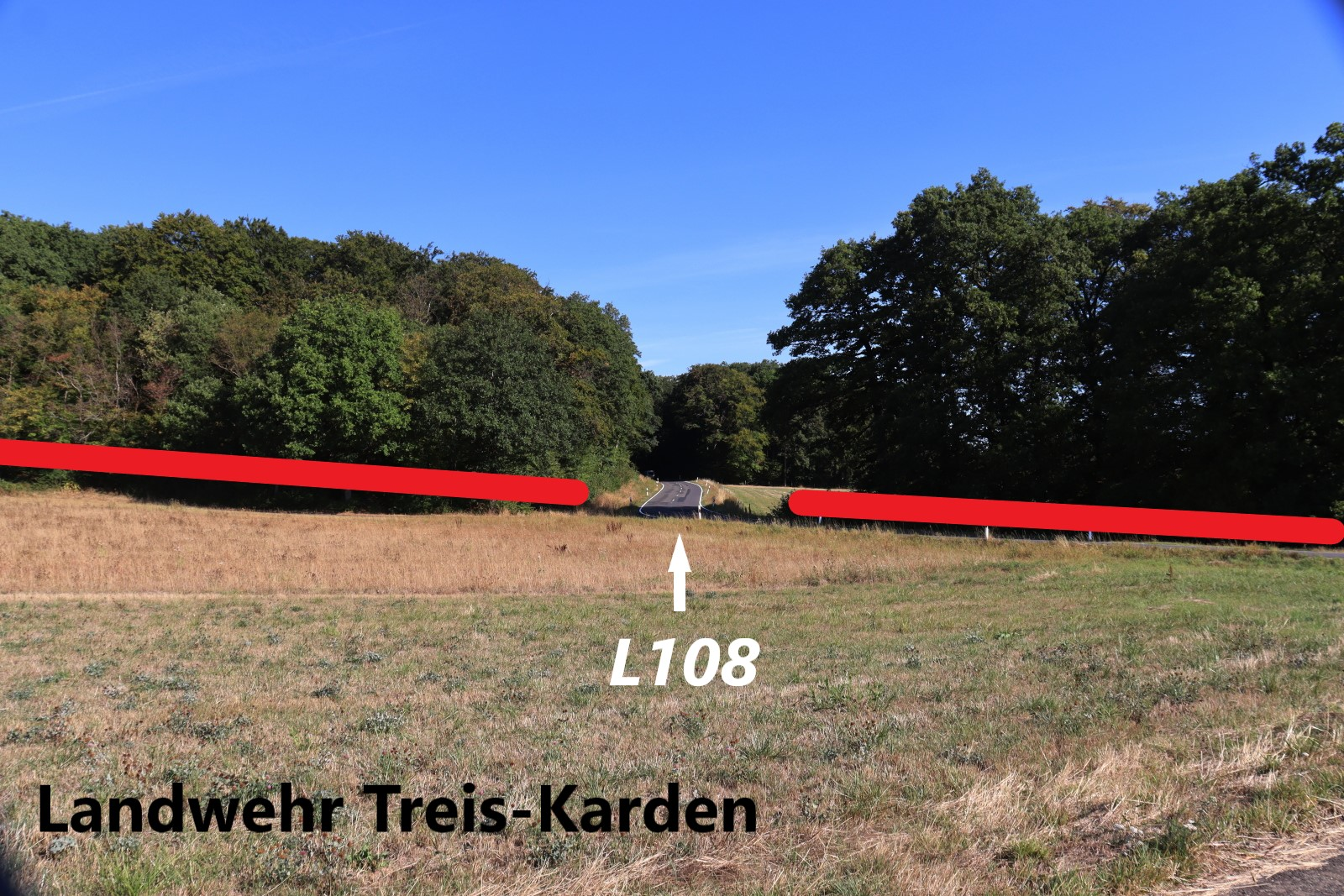
Verlauf des Landwehrgrabens an der Landesstraße L108 bei Treis-Karden
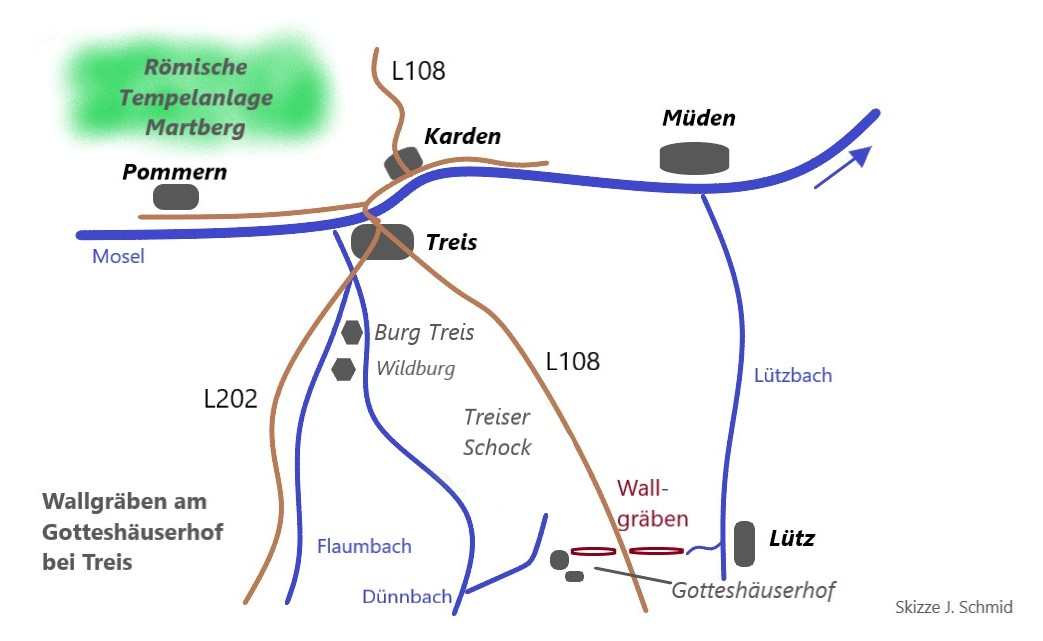
Lage und Umgebung des Landwehrgrabens am Gotteshäuserhof bei Treis-Karden
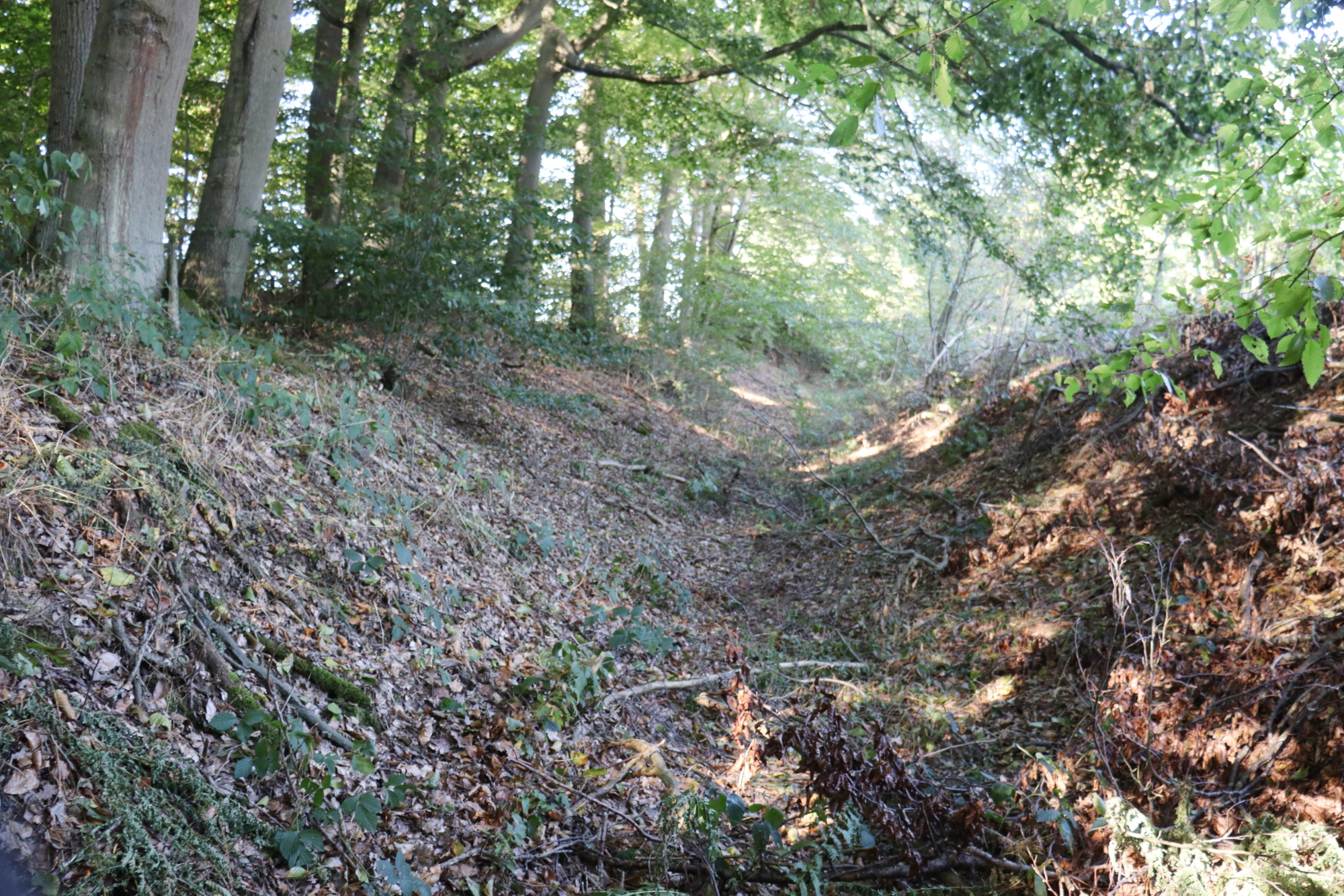
Landwehr Treis-Karden an der L108 am Gotteshäuser Hof